# Ernst Otto Fischer
Ernst Otto Fischer (10. listopadu 1918 – 23. července 2007) byl německý chemik, nositel Nobelovy ceny za chemii za rok 1973 (spolu s Geoffreyem Wilkinsonem).
Za války se účastnil bojů jako voják německé armády a studoval chemii na Technické univerzitě Mnichov. Doktorskou práci mu vedl Walter Hieber. Na stejné univerzitě později pokračoval jako učitel, profesor a od roku 1964 vedoucí katedry anorganické chemie. Věnoval se studiu organokovové chemie a v tomto oboru dosáhl průlomových výsledků.